# Onda libera (programma televisivo)
Onda libera (noto anche come Televacca) è stato un programma comico di intrattenimento, andato in onda dal 19 dicembre 1976 al 9 gennaio 1977 su Rete 2 in quattro puntate.
Ideato da Roberto Benigni, Giuseppe Bertolucci, Beppe Recchia, Umberto Simonetta e diretto da Beppe Recchia, il programma è presentato dallo stesso Benigni (Mario Cioni), che si avvale della collaborazione dei due "valletti" Carlo Monni (il vaccaro Monna, che spesso imbraccia una camera a mano) e Donatella Valmaggia (Donatella), ed è ambientato in una stalla di Capalle con vacche, cavalli e pollame.
Da questa stalla il contadino Cioni si inserisce  nelle frequenze televisive e interferisce nei programmi con i suoi monologhi, che rivoluzionano completamente il modo di fare lo spettacolo leggero di quegli anni.
All'interno della trasmissione si susseguono vari ospiti; tra i tanti vi è il Duo Fasano, che canta Noche de ronda, e Francesco Guccini, che nella prima puntata canta I fichi, canzone che poi verrà inclusa vent'anni dopo nell'album D'amore di morte e di altre sciocchezze. Tra i vari ospiti, un Ivan Cattaneo agli esordi, Flo Sandon's, Cino Tortorella.
Le varie parti della trasmissione sono intervallate dai commenti fuori campo delle voci di Mike Bongiorno, Corrado e Eduardo De Filippo, imitate da Alfredo Papa.
La direzione musicale e le musiche originali del programma sono di Riccardo Vantellini, che dirige l'Orchestra della RAI.
Gli sketch del personaggio di Marco Messeri, un prete sessuofobo di nome Don Fascione, furono registrati come da contratto per tutta la durata del programma e mai mandati in onda.